# FC Stade Nyonnais
El Football Club Stade Nyonnais es un club de fútbol suizo de la ciudad de Nyon. Fue fundado en 1905 y juega en la Challenge League.